# Carl Verner Middelboe Sørensen
Carl Verner Middelboe Sørensen (7. februar 1920 – 22. september 1944 i København) var en dansk modstandsmand.
Sørensen blev dræbt i kamp imod den tyske besættelsesmagt ved Amalienborg i København, og blev begravet ved soldatergravene på Bispebjerg Kirkegård i København.